# Boyd Dowler
 (août 2025).
Si vous disposez d'ouvrages ou d'articles de référence ou si vous connaissez des sites web de qualité traitant du thème abordé ici, merci de compléter l'article en donnant les références utiles à sa vérifiabilité et en les liant à la section « Notes et références ».
(en) Statistiques sur pro-football-reference
Boyd Hamilton Dowler (né le 18 octobre 1937) est un joueur américain de football américain évoluant au poste de wide receiver pour les Packers de Green Bay et les Redskins de Washington. Élu dans l'équipe des années 1960 de la NFL, il est l'une des principales cibles de Bart Starr pendant la dynastie des Packers. Meilleur débutant de l'année en 1959, il est élu dans la meilleure équipe de l'année en 1965 et 1967. Il remporte cinq titres de champions NFL et deux Super Bowls : les Super Bowl I et II. Il se blesse au début du premier Super Bowl et doit être remplacé par Max McGee. Lors du deuxième Super Bowl, il est en forme et inscrit un touchdown. 